# 莉莉·莱瑟伍德
莉莉·莱瑟伍德（英語：Lillie Leatherwood，1964年7月6日—），美国女子田径运动员。她曾代表美国参加1984年和1988年夏季奥林匹克运动会田径比赛，获得一枚金牌和一枚银牌。